# Vojvodina Livonija
Vojvodina Livonija (poljsko Księstwo Inflanckie, litovsko Livonijos kunigaikštystė, estonsko Üleväina-Liivimaa hertsogkond, latvijsko Pārdaugavas hercogiste), znana tudi kot Poljska Livonija ali Provinca Livonija, je bila v letih 1561 do 1621 vojvodina Velike litovske kneževine in kasneje Republike obeh narodov. Njeno ozemlje je obsegalo dele sedanje severne Latvije in južne Estonije.

## Zgodovina
Livonija je postala del Velike litovske kneževine leta 1561, ko je bil z Vilenskim sporazumom sekulariziran Livonski red in med livonsko vojno razpuščena Livonska konfederacija. Na delu Livonije je bilo ustanovljeno Vojvodstvo Kurlandija in Semgalija, medtem ko sta jugozahodni del sedanje Estonije in severovzhod sedanje Latvije pripadla Veliki litovski kneževini. 
Leta 1566 je bila skladno s Sporazumom o združitvi, sklenjenim med zemljiškimi posestniki v Livoniji in oblastmi v Litvi, razglašena Vojvodina Livonija. Prvi guverner vojvodine je bil  Jan Hieronimowicz Chodkiewicz (1566–1578). Njegov sedež je bil v gradu Sigulda (Latvija). Vojvodina je bila v litovski domeni do leta 1569, ko sta se Litva in Poljska z Lublinskim sporazumom združili v Republiko obeh narodov. Vojvodina je postala del Republike. 
Večji del vojvodine je med poljsko-švedskimi vojnami osvojilo Švedsko cesarstvo. Švedske osvojitve so bile priznane z Altmarškim premirjem leta 1629. Rebublika obeh narodov je obdržala jugozahodne dele Vojvodine Venden in jo preimenovala v Livonsko vojvodstvo s prestolnico Daugavpils (Dyneburg). Stanje je ostalo nespremenjeno do prve delitve Poljske leta 1772, ko je ruska carica Katarina Velika Livonijo priključila k svojemu carstvu. Ruski carji so k svojin nazivom dodali naziv "veliki vojvoda Livonije".

## Administrativne enote
- Dorpatsko vojvodstvo (1598-1620. leta)
- Parnavsko vojvodstvo (1598-1620. leta)
- Vendensko vojvodstvo (1598-1620. leta)